# Peder Møller
Peder Møller (ur. 28 lutego 1897 w Kopenhadze, zm. 17 października 1984 tamże) – duński gimnastyk, medalista olimpijski.
W 1920 r. reprezentował barwy Danii na letnich igrzyskach olimpijskich w Antwerpii, zdobywając złoty medal w ćwiczeniach wolnych drużynowo.